# Bulbophyllum rhizomatosum
Bulbophyllum rhizomatosum là một loài phong lan thuộc chi Bulbophyllum.